# Aeropuerto Internacional de Foz do Iguaçu
El Aeropuerto Internacional de Foz do Iguaçu, también conocido como Aeropuerto Internacional Cataratas, sirve a la localidad de Foz do Iguaçu, en el estado brasileño de Paraná. 
Las más importantes líneas aéreas nacionales hacen vuelos diarios a esta ciudad, uniéndola con todo el país y también con el exterior.

## Información general
- Terminal: 2,8 ha, con 2 puertas de embarque, con capacidad de manejar 2 millones de pasajeros anuales.
- Capacidad del estacionamiento: 280 vehículos
- Movimiento anual de pasajeros: 1.155.584 (2010)
- Movimiento anual de carga: 804.312 t (2010)
- Vuelos anuales: 15.886 aeronaves (2010)

## Aerolíneas y destinos
| Aerolíneas                    | Ciudades                                                                          | Alianza |
| ----------------------------- | --------------------------------------------------------------------------------- | ------- |
| Azul Líneas Aéreas 4 destinos | Nacionales: Campinas / Curitiba / Florianópolis / Porto Alegre                    | N/A     |
| Gol Linhas Aéreas 3 destinos  | Nacionales: Río de Janeiro / São Paulo-Congonhas / São Paulo-Guarulhos            | N/A     |
| JetSmart 1 destino            | Internacional: Santiago de Chile                                                  | N/A     |
| LATAM Brasil 4 destinos       | Nacionales: Curitiba / Río de Janeiro / São Paulo-Congonhas / São Paulo-Guarulhos | N/A     |

#### Destinos Cesados
- Azul Linhas Aéreas: (Montevideo)

## Servicios

### Órganos públicos
- Vigilancia Sanitária
- Policía Federal
- Receita Federal
- Cuerpo de Bomberos del Paraná

### Servicios bancarios
- Banco do Brasil
- Cajeros electrónicos
- Banco Santander
- Bradesco

## Accidentes e incidentes
- 18 de agosto de 2000: VASP, un Boeing 737-2A1 registro PP-SMG en ruta desde Foz do Iguaçu a Curitiba-Afonso Pena fue secuestrado por 5 personas con el propósito de robar 5 millones de BRL (aproximadamente 2,75 millones de dólares estadounidenses) que transportaba el avión. El piloto fue obligado a aterrizar en Porecatu donde los secuestradores huyeron. No hubo que lamentar víctimas.[1][2]